# Nummer (Darstellende Kunst)
Nummer ist in der Darstellenden Kunst die Bezeichnung für eine in sich geschlossene, durch Training oder Proben wiederholbar gemachte kürzere Darbietung. Die live gespielte Begleitmusik bestand aus Notenblättern oder -heften, deren Reihenfolge nummeriert wurde.
Am häufigsten ist von der Musiknummer, der Tanznummer, der Zirkusnummer und der artistischen Nummer in Vaudeville, Varieté oder Revue die Rede. Ein verwandter Begriff ist die Einlage. Eine Nummer kann sich bei artistischen Darbietungen aus mehreren Tricks zusammensetzen, mehrere Nummern ergeben zusammen ein Programm. Zur Ankündigung einer Nummer gibt es in Revue und Zirkus das Nummerngirl.
Der Ausdruck wird auch scherzhaft oder abschätzig für mehr oder weniger artistische Leistungen verwendet. Die Nummernprogramme in den Music Halls des 19. Jahrhunderts hatten ein schlechtes Ansehen (vgl. Bunter Abend), daher strebten die vornehmeren Institutionen nach abendfüllenden Veranstaltungen ohne nummerierbare Bestandteile. In der Musik versuchte die Durchkomponierte Form eine Nummernstruktur zu vermeiden. Die Nummer war um 1900 ein Kennzeichen der Alltagskultur im Unterschied zur Hochkultur. Mit dem Schlagwort Attraktionsmontage versuchte Sergej Eisenstein 1923, dem populären Nummernprogramm eine filmische Form zu geben.